# Punkty honorowe
Punkty honorowe są jedną z metod oceny wartości ręki w brydżu. Najpopularniejsza obecnie metoda liczenia punktów honorowych została opracowana przez Miltona Worka. Licząc punkty według tej metody, as jest wart 4 punkty, król 3, dama 2, a walet 1. W literaturze polskiej przyjęło się nazywać te punkty jako "PC" (skrót od "Point Count"), w literaturze angielskojęzycznej używa się skrótu "HCP" ("high card points").